# Елвісс Крастіньш
Елвісс Крастіньш (латис. Elviss Krastiņš, англ. також Elviss Krastins; нар. 15 вересня 1994, Сігулда) — фінський волейболіст латиського походження, гравець національної збірної Фінляндії. Син Уґіса Крастіньша, головного тренера чоловічої збірної України та львівського ВК «Барком-Кажани».

## Життєпис
Народився 15 вересня 1994 року.
Батько — Уґіс Крастіньш (нар. 1970), латвійський волейболіст, який грав на позиції зв'язуючого (зв'язкового); після завершення ігрової кар'єри — тренер. Нині — головний тренер чоловічої збірної України та львівського ВК «Барком-Кажани». Мама — Анжеліка, сестра — Анета.
Виступав у складах фінського клубу «ВаЛеПа Састамала» (Тампере, 2010—2016), бельгійського «Precura Antverpen» (2016—2017).
У серпні 2017 року став гравцем ряшівського ВК «Ресовія», в якому замінив канадця Джона Перріна. У сезоні 2019—2020 грав у складах турецького «Аргаві Спору» (Arhavi Spor Kulübü) і французької «Ніцци».